# لوقين
قرية لوقين هي إحدى القرى التابعة لمركز كفر الدوار في محافظة البحيرة في جمهورية مصر العربية. حسب إحصاءات سنة 2006، بلغ إجمالي السكان في لوقين 3922 نسمة، منهم 1953 رجل و1969 امرأة.

## التاريخ
قرية لوقين من القرى القديمة، واسمها الأصلي وقت الفتح الإسلامي لمصر لوقيون (بالإنجليزية: Loqyon)‏، وقد وردت باسم لوقين في أعمال البحيرة ضمن قرى الروك الصلاحي التي أحصاها ابن مماتي في كتاب قوانين الدواوين، كما وردت باسم لوقين في أعمال البحيرة ضمن قرى الروك الناصري التي أحصاها ابن الجيعان في كتاب «التحفة السنية بأسماء البلاد المصرية». وفي العصر العثماني كان اسمها في تربيع سنة 933هـ/1527م الذي أجراه الوالي العثماني سليمان باشا الخادم في عصر السلطان العثماني سليمان القانوني لوقين ضمن قرى ولاية البحيرة، وفي تاريخ 1228هـ/1813م الذي عدّ قرى مصر بعد المسح الذي قام به محمد علي باشا باسم لوقين ضمن قرى مديرية البحيرة.